# Arsenidy
Arsenidy jsou sloučeniny arsenu s méně elektronegativními prvky. Vytváří je především kovy. Podobně jako nitridy, fosfidy, boridy a silicidy mohou mít různé arsenidy téhož prvku rozdílné stechiometrické vzorce. Iontové arsenidy obsahují arsenidový aniont As−3 s molární hmotností 74,92 g/mol.

## Arsenidy kovů bloku s
Kovy bloku s (alkalické kovy a kovy alkalických zemin) vytváří arsenidy s izolovanými atomy arsenu. Lze je připravit zahříváním arsenového prášku s příslušným kovem, například:
3 Na + As → Na3As
Arsenid sodný má komplexní strukturu s neobvykle krátkými vazbami, vzdálenost Na-Na je 328-330 pm, což je méně než v kovovém sodíku. Arsenid lithný má kovový lesk a je elektricky vodivý, což poukazuje na přítomnost určitého množství kovových vazeb.
Hydrolýzou arsenidů alkalických kovů lze získat arsan, například:
Na3As + 3 H2O → AsH3 + 3 NaOH

## Arsenidy přechodných kovů a kovů p bloku
Je známo mnoho arsenidových minerálů, například nikelin (NiAs) a skutterudit (CoAs3 - polovodič). Určit oxidační čísla arsenových atomů bez znalosti struktury je vzhledem k nestechiometrickému složení obtížné, jako příklad může posloužit minerál sperrylit (PtAs2), který má arsen v neobvyklém oxidačním čísle -2, často je popisován jako Pt4+As 4-
2 .
O arsenidy přechodných kovů je největší zájem protože se tyto látky často vyskytují jako nečistoty v sulfidických rudách.
Mnohé arsenidy nepřechodných kovů se používají jako polovodiče, například arsenid gallitý GaAs.